# Liste der Biografien/Mcn
Liste der Biografien |
Portal Biografien |
Personensuche
# |
A |
B |
C |
D |
E |
F |
G |
H |
I |
J |
K |
L |
M |
N |
O |
P |
Q |
R |
S |
T |
U |
V |
W |
X |
Y |
Z |
?
 
Ma |
Mb |
Mc |
Md |
Me |
Mf |
Mg |
Mh |
Mi |
Mj |
Mk |
Ml |
Mm |
Mn |
Mo |
Mp |
Mq |
Mr |
Ms |
Mt |
Mu |
Mv |
Mw |
Mx |
My |
Mz
 
Mca |
Mcb |
Mcc |
Mcd |
Mce |
Mcf |
Mcg |
Mch |
Mci |
Mcj |
Mck |
Mcl |
Mcm |
Mcn |
Mco |
Mcp |
Mcq |
Mcr |
Mcs |
Mct |
Mcu |
Mcv |
Mcw
Die Liste der Biografien führt alle Personen auf, die in der deutschsprachigen Wikipedia einen Artikel haben. Dieses ist eine Teilliste mit 242 Einträgen von Personen, deren Namen mit den Buchstaben „Mcn“ beginnt.

## Mcn
- MCN Musik (* 1989), deutscher Sänger

### Mcna
- McNab, Andy (* 1959), britischer Schriftsteller
- McNab, Archibald Peter (1864–1945), kanadischer Politiker, Vizegouverneur von Saskatchewan
- McNab, Bob (* 1943), englischer Fußballspieler und -trainer
- McNab, Chris (* 1970), britischer Autor und Militärexperte
- McNab, Colin (* 1961), schottischer Schachspieler
- McNab, Denfield (* 1943), belizischer Radrennfahrer
- McNab, Jock (1894–1949), schottischer Fußballspieler
- McNab, John († 2020), namibischer traditioneller Führer
- McNab, Mercedes (* 1980), kanadische SchauspielerinMercedes McNab (* 1980)

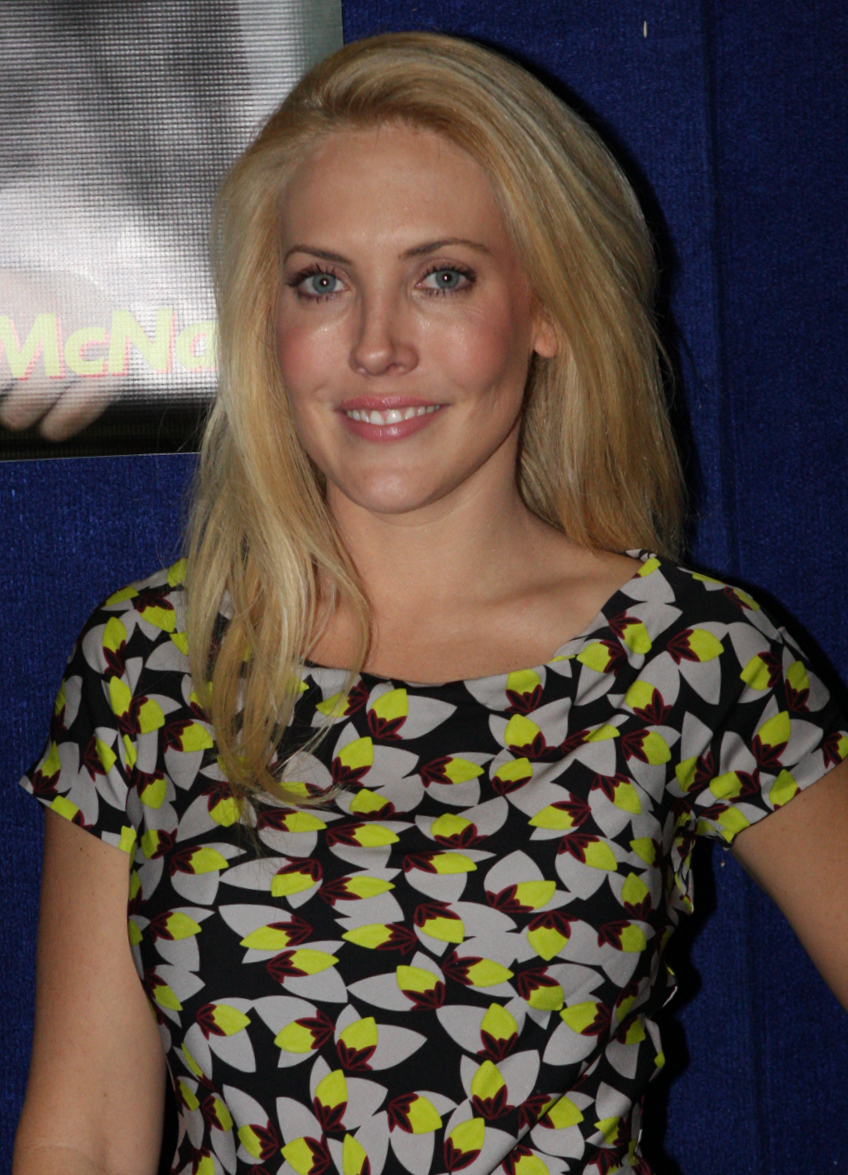
Mercedes McNab (* 1980)

- McNab, Peter (1952–2022), US-amerikanischer Eishockeyspieler und Sportkommentator
- McNab, Riaan (* 1966), namibischer Regionalgouverneur
- McNabb, Brayden (* 1991), kanadischer Eishockeyspieler
- McNabb, Dexter (* 1969), US-amerikanischer Footballspieler
- McNabb, Donovan (* 1976), US-amerikanischer American-Football-Spieler
- McNabb, Duncan J. (* 1952), US-amerikanischer General (U.S. Air Force); Oberbefehlshaber USTRANSCOM; Befehlshaber Air Mobility Command; Vice Chief of Staff of the Air Force
- McNabb, Juan Conway (1925–2016), US-amerikanischer Ordensgeistlicher und Bischof von Chulucanas
- McNabb, Suzanne, britische Tierärztin und Firmengründerin
- McNabney, Douglas (* 1955), kanadischer Bratschist und Hochschullehrer
- McNagny, William F. (1850–1923), US-amerikanischer Politiker
- McNair, Alec (1882–1951), schottischer Fußballspieler und -trainer
- McNair, Alexander (1775–1826), US-amerikanischer Politiker und der erste Gouverneur von Missouri (1820–1824)
- McNair, Arnold, 1. Baron McNair (1885–1975), britischer Jurist, Präsident des Internationalen Gerichtshofs (1952–1955)
- McNair, Barbara (1934–2007), US-amerikanische Sängerin und Schauspielerin
- McNair, Bob (1937–2018), US-amerikanischer Unternehmer und Besitzer der Houston Texans
- McNair, D. Cal (* 1961), amerikanischer Unternehmer
- McNair, Fred (* 1950), US-amerikanischer Tennisspieler
- McNair, Harold (1931–1971), jamaikanischer Calypsosänger und Musiker (Saxophonist, Flötist) des Modern Jazz
- McNair, James Herbert (1868–1955), schottischer Maler
- McNair, Janice (* 1936), US-amerikanische Erbin, Eigentümerin des NFL-Franchise Houston Texans
- McNair, John (1800–1861), US-amerikanischer Politiker
- McNair, Lesley J. (1883–1944), US-amerikanischer General
- McNair, Paddy (* 1995), nordirischer Fußballspieler
- McNair, Robert Evander (1923–2007), US-amerikanischer Politiker
- McNair, Ronald (1950–1986), US-amerikanischer Astronaut
- McNair, Steve (1973–2009), US-amerikanischer American-Football-Spieler
- McNair, Sylvia (* 1956), amerikanische Opernsängerin (Sopran)
- McNair, Winifred (1877–1954), britische Tennisspielerin
- McNairy, Scoot (* 1977), US-amerikanischer SchauspielerScoot McNairy (* 1977)

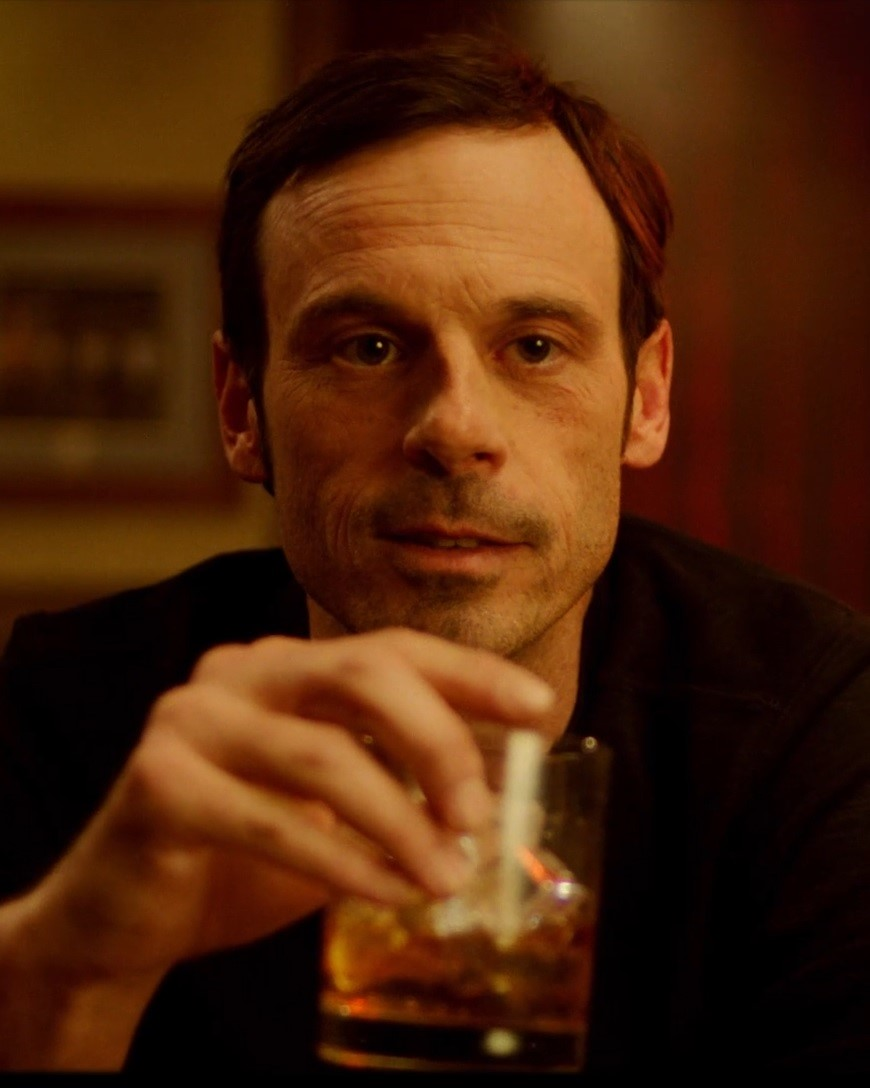
Scoot McNairy (* 1977)

- McNally, Andrew (1838–1904), US-amerikanischer Kartenverleger
- McNally, Art (1925–2023), US-amerikanischer Funktionär und Schiedsrichter im American Football
- McNally, Bernard (* 1963), nordirischer Fußballspieler und -trainer
- McNally, Brandon (* 1992), italo-amerikanischer Eishockeyspieler und -scout
- McNally, Caty (* 2001), US-amerikanische Tennisspielerin
- McNally, Chris (* 1988), kanadischer Schauspieler
- McNally, David (* 1953), kanadischer Politikwissenschaftler
- McNally, David (* 1960), britisch-US-amerikanischer Film- und Fernsehregisseur sowie Drehbuchautor
- McNally, Joe (* 1952), US-amerikanischer Fotograf
- McNally, John (1903–1985), US-amerikanischer American-Football-Trainer und -Spieler
- McNally, John (1932–2022), britischer bzw. irischer Boxer
- McNally, John (* 1951), britischer Politiker
- McNally, John (* 1998), US-amerikanischer Tennisspieler
- McNally, John Thomas (1871–1952), kanadischer Geistlicher, römisch-katholischer Erzbischof von Halifax
- McNally, Karen (1940–2014), US-amerikanische Geophysikerin (Seismologie)
- McNally, Kevin (* 1956), britischer SchauspielerKevin McNally (* 1956)

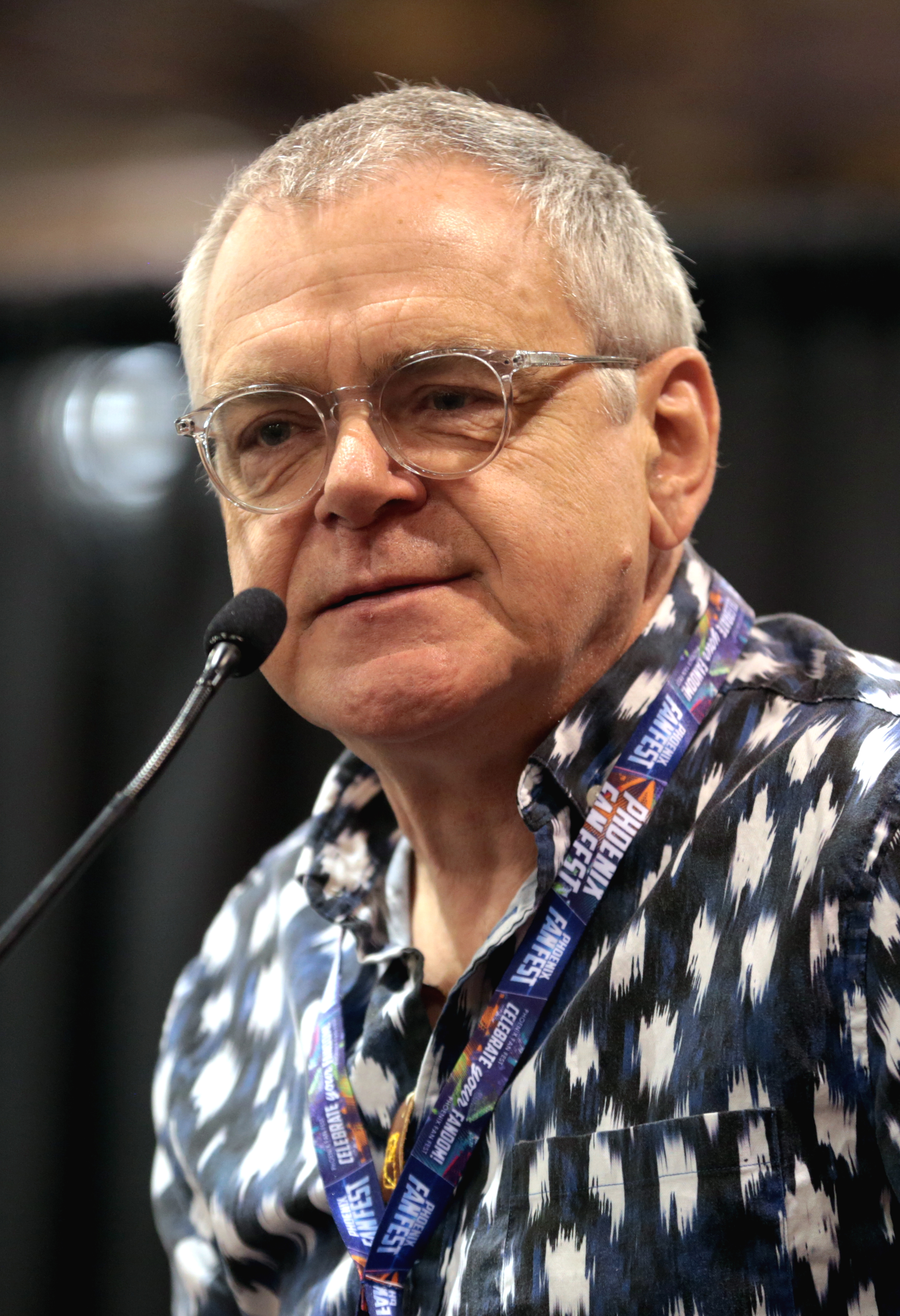
Kevin McNally (* 1956)

- McNally, Lukas (* 1988), deutsch-australischer Komponist und Musiker
- McNally, Mark (* 1989), englischer Bahn- und Straßenradrennfahrer
- McNally, Randy (* 1944), US-amerikanischer Politiker (Republikanische Partei)
- McNally, Shannon (* 1973), US-amerikanische Sängerin und Musikerin
- McNally, Stephen (1911–1994), US-amerikanischer Schauspieler
- McNally, Terrence (1938–2020), amerikanischer Dramatiker, Musical- und Drehbuchautor
- McNally, Tom, Baron McNally (* 1943), britischer Politiker (Liberal Democrats), Mitglied des House of Commons
- McNamara, A. J. (1936–2014), US-amerikanischer Jurist und Politiker
- McNamara, Arthur (1877–1949), britischer Generalleutnant
- McNamara, Brian (* 1960), US-amerikanischer SchauspielerBrian McNamara (* 1960)

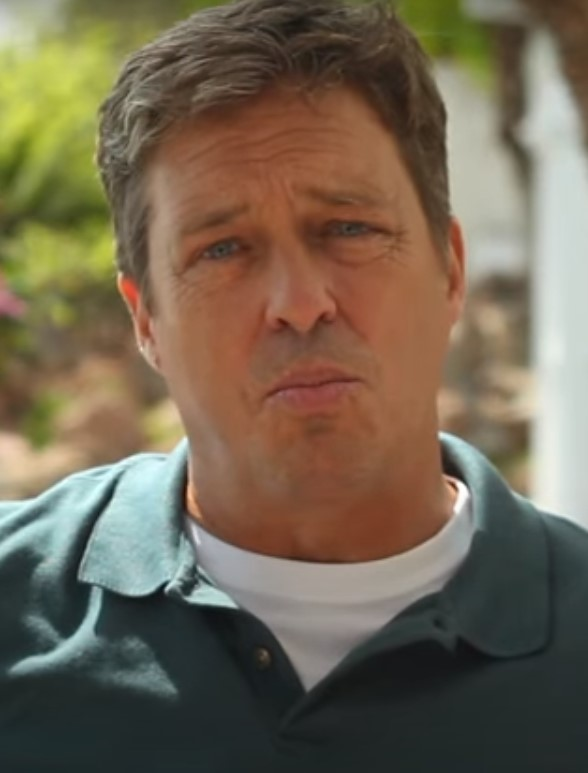
Brian McNamara (* 1960)

- McNamara, Francis (* 1938), US-amerikanischer Rennwagenbauer
- McNamara, Frank, US-amerikanischer Unternehmer
- McNamara, Gina (* 1994), maltesisch-US-amerikanische Mittelstreckenläuferin
- McNamara, Holly (* 2003), australische Fußballspielerin
- McNamara, Jackie (* 1973), schottischer Fußballspieler und -trainer
- McNamara, John (1932–1986), US-amerikanischer Segler und Autor
- McNamara, John, britischer Genetiker und theoretischer Biologe
- McNamara, John Michael (1878–1960), US-amerikanischer römisch-katholischer Geistlicher, Weihbischof in Washington
- McNamara, John Richard (1927–2001), US-amerikanischer römisch-katholischer Geistlicher, Weihbischof in Boston
- McNamara, Josey (* 1986), britischer Filmproduzent
- McNamara, Julianne (* 1965), US-amerikanische Kunstturnerin und Schauspielerin
- McNamara, Katherine (* 1995), US-amerikanische Schauspielerin und SängerinKatherine McNamara (* 1995)

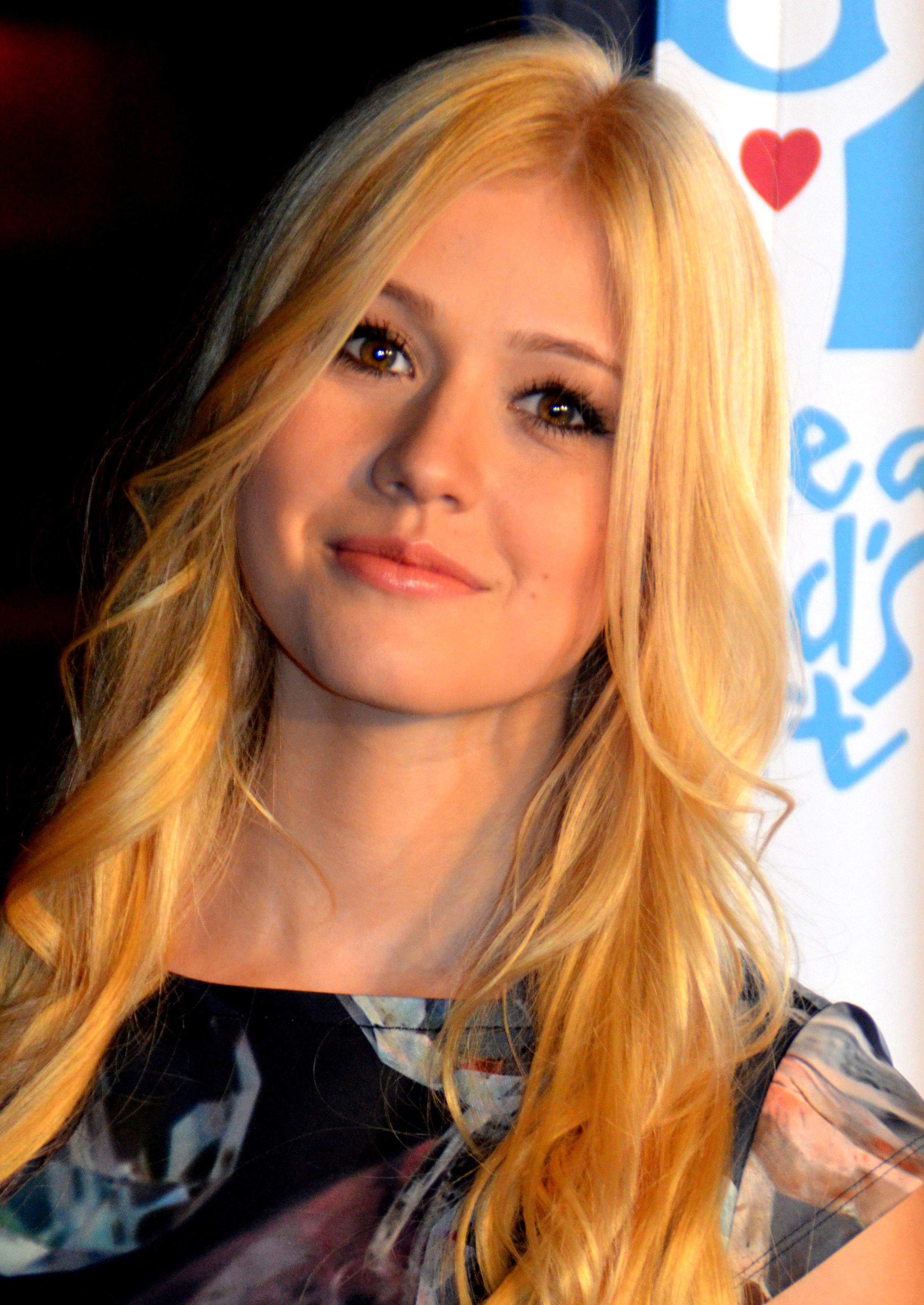
Katherine McNamara (* 1995)

- McNamara, Kevin (1926–1987), irischer römisch-katholischer Geistlicher, Erzbischof von Dublin
- McNamara, Kevin (1934–2017), britischer Politiker
- McNamara, Lawrence James (1928–2004), US-amerikanischer Geistlicher, Bischof von Grand Island
- McNamara, Leah, irische Schauspielerin
- McNamara, Maggie (1928–1978), US-amerikanische Schauspielerin
- McNamara, Martin (* 1930), irischer katholischer Theologe und Bibelübersetzer
- McNamara, Martin Dewey (1898–1966), US-amerikanischer Geistlicher, römisch-katholischer Bischof von Joliet in Illinois
- McNamara, Mary (* 1963), US-amerikanische Journalistin, Autorin, Film- und Fernsehkritikerin
- McNamara, Megan (* 1997), kanadische Beachvolleyballspielerin
- McNamara, Michael (* 1974), irischer Politiker, Abgeordneter im irischen Parlament, MdEP
- McNamara, Michelle (1970–2016), US-amerikanische „True Crime“-Autorin
- McNamara, Mike (* 1949), US-amerikanisch-kanadischer Eishockeyspieler und -trainer
- McNamara, Nicole (* 1997), kanadische Beachvolleyballspielerin
- McNamara, Pat (1925–2011), US-amerikanischer Eisschnellläufer
- McNamara, Patrick V. (1894–1966), US-amerikanischer Politiker (Demokratische Partei)
- McNamara, Peter (1955–2019), australischer Tennisspieler
- McNamara, Peyton (* 2002), US-amerikanisch-jamaikanische Fußballspielerin
- McNamara, Reggie (1888–1971), US-amerikanischer Radrennfahrer
- McNamara, Robert (1916–2009), US-amerikanischer PolitikerRobert McNamara (1916–2009)

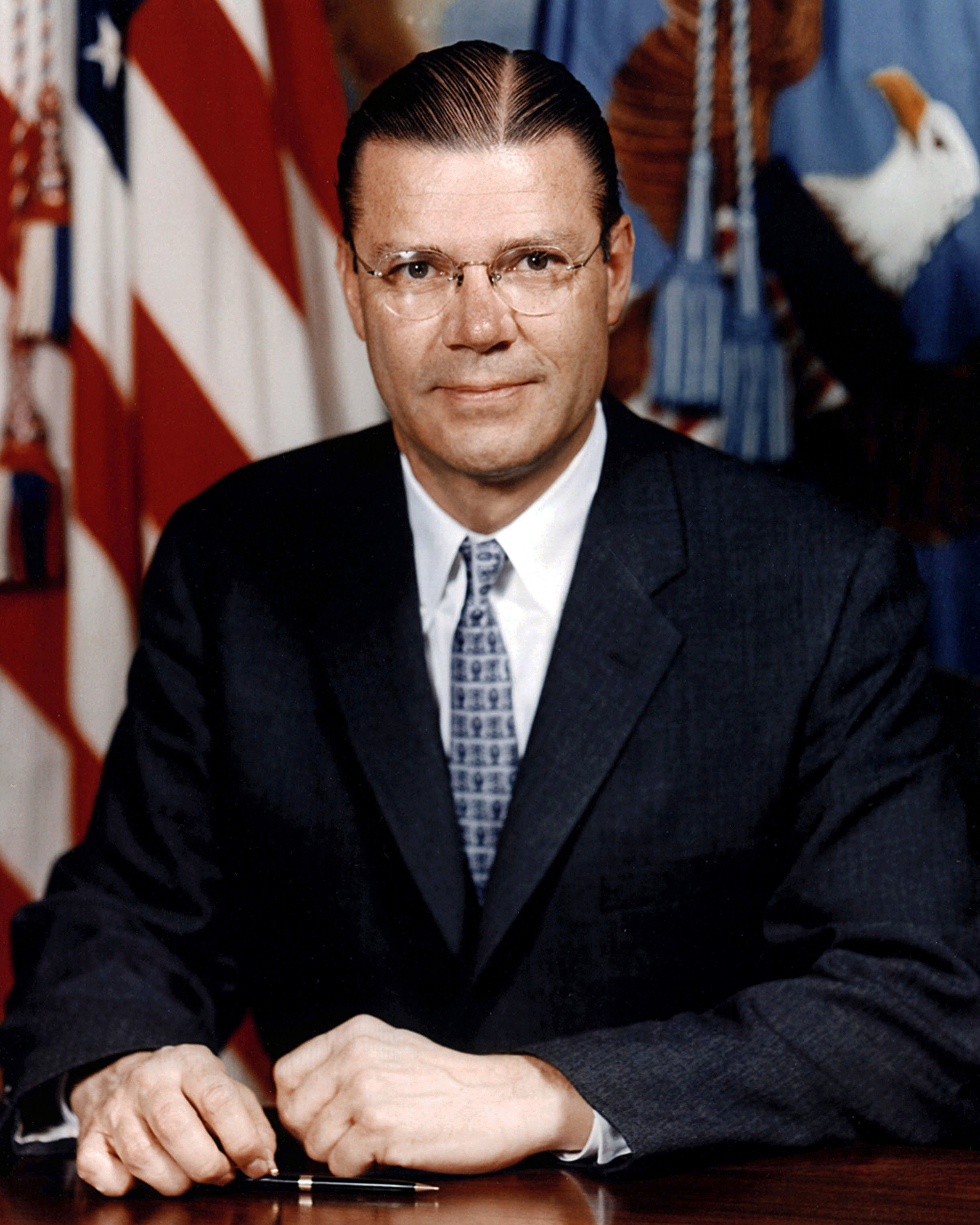
Robert McNamara (1916–2009)

- McNamara, Sean (* 1963), US-amerikanischer Filmregisseur, Produzent, Schauspieler und Drehbuchautor
- McNamara, Shelley (* 1952), irische Architektin und Hochschullehrerin
- McNamara, Tony (* 1967), australischer Drehbuchautor und Filmregisseur
- McNamara, William (* 1965), US-amerikanischer Schauspieler
- McNamee, David (* 1988), britischer Triathlet
- McNamee, Hilary (* 1990), US-amerikanische Biathletin
- McNamee, Jessica (* 1986), australische Schauspielerin
- McNamee, Paul (* 1954), australischer Tennisspieler
- McNarney, Joseph T. (1893–1972), US-amerikanischer General, Militärgouverneur in Deutschland und Unternehmer
- McNaron, Diane (1958–2022), US-amerikanische Sängerin und Cabaretleiterin
- McNary, Charles L. (1874–1944), US-amerikanischer Politiker
- McNary, William S. (1863–1930), US-amerikanischer Politiker
- McNaught, Gordon (* 1941), schottischer Radrennfahrer
- McNaught, Ken (* 1955), schottischer Fußballspieler
- McNaught, Lesley (1964–2023), britisch-schweizerische Springreiterin
- McNaught, Mike (* 1938), britischer Musiker (Orgel, Keyboards, E-Piano) und Arrangeur
- McNaught, Robert (* 1956), australischer Astronom
- McNaught-Davis, Ian (1929–2014), britischer Fernsehmoderator
- McNaughtan, Andrew (1954–2003), australischer Osttimor-Aktivist
- McNaughton, Andrew (1887–1966), kanadischer General
- McNaughton, Christopher (* 1982), deutscher Basketballspieler
- McNaughton, Duncan (1910–1998), kanadischer Leichtathlet
- McNaughton, George (* 1872), schottischer Fußballspieler
- McNaughton, George (1897–1991), kanadischer Eishockeyspieler
- McNaughton, John (* 1950), US-amerikanischer Regisseur
- McNaughton, Jon, amerikanischer Maler
- McNaughton, Robert (1924–2014), US-amerikanischer Informatiker und Logiker
- McNaughton, William John (1926–2020), US-amerikanischer Ordensgeistlicher, römisch-katholischer Bischof von Incheon

### Mcne
- McNeair, Jamie (* 1969), US-amerikanische Siebenkämpferin
- McNeal, Brianna (* 1991), US-amerikanische Hürdenläuferin
- McNeal, Lutricia (* 1973), US-amerikanische Pop- und Soul-SängerinLutricia McNeal (* 1973)

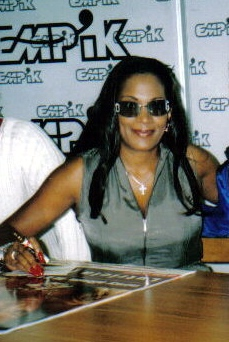
Lutricia McNeal (* 1973)

- McNeal, Timothy (1944–2011), deutscher Schriftsteller und Anglist
- McNealy, Bob (1907–1978), US-amerikanischer Politiker
- McNealy, Chris (* 1992), US-amerikanischer Basketballspieler
- McNealy, Scott (* 1954), US-amerikanischer Unternehmer, Vorstandsvorsitzender von Sun Microsystems
- McNee, Andrew (* 1979), australischer Shorttracker
- McNee, Mark (* 1981), australischer Shorttracker
- McNeely, Big Jay (1927–2018), US-amerikanischer Rhythm-&-Blues-Saxophonist
- McNeely, Ian F. (* 1971), US-amerikanischer Historiker
- McNeely, Jim (* 1949), US-amerikanischer Jazzmusiker (Piano, Arrangement, Dirigent)
- McNeely, Joel (* 1959), US-amerikanischer Filmmusikkomponist
- McNeely, Thompson W. (1835–1921), US-amerikanischer Politiker
- McNeely, Tyler (* 1987), deutsch-kanadischer Eishockeyspieler
- McNeese, Bérangère (* 1989), belgisch-US-amerikanische Filmschauspielerin und Regisseurin
- McNeff, Edward P. (1924–2023), US-amerikanischer Offizier, Generalmajor der US Air Force
- McNeice, Dylan (* 1985), neuseeländischer Triathlet
- McNeice, Erin (* 2004), britische Sportkletterin
- McNeice, Ian (* 1950), britischer SchauspielerIan McNeice (* 1950)

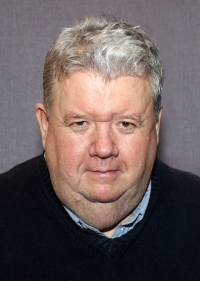
Ian McNeice (* 1950)

- McNeil, Andrew (* 1987), schottischer Fußballtorhüter
- McNeil, Christasha (* 2006), US-amerikanische Tennisspielerin
- McNeil, David (* 1946), französischer Autor, Komponist und Sänger
- McNeil, Duncan (* 1950), schottischer Politiker
- McNeil, Dwight (* 1999), englischer Fußballspieler
- McNeil, Gerry (1926–2004), kanadischer Eishockeytorwart
- McNeil, Hector (1907–1955), britischer Gewerkschafter und Politiker (Labour Party), Mitglied des House of Commons und Minister
- McNeil, Henry (1849–1924), schottischer Fußballspieler
- McNeil, John (1948–2024), US-amerikanischer Jazz-Trompeter und Flügelhornist sowie Komponist, Arrangeur und Musikproduzent
- McNeil, Johnny (* 1968), US-amerikanisch-österreichischer Basketballspieler
- McNeil, Kate (* 1959), US-amerikanische Schauspielerin
- McNeil, Loretta (1907–1988), US-amerikanische Sprinterin
- McNeil, Lori (* 1963), US-amerikanische Tennisspielerin
- McNeil, Moses (1855–1938), schottischer Fußballspieler
- McNeil, Neil (1851–1934), kanadischer römisch-katholischer Geistlicher, Erzbischof von Vancouver und Toronto
- McNeil, Pablo (1939–2011), jamaikanischer Sprinter
- McNeil, Peter (1854–1901), schottischer Fußballspieler
- McNeil, Shawn (* 1978), deutsch-kanadischer Eishockeyspieler
- McNeil, Stephen (* 1964), kanadischer Politiker
- McNeil, Steve (* 1962), kanadischer Eishockeyspieler
- McNeill Palmer, Lillian (1871–1961), US-amerikanische Kunstschmiedin
- McNeill, Archibald († 1849), US-amerikanischer Politiker
- McNeill, Billy (1940–2019), schottischer Fußballspieler und -trainer
- McNeill, Chris (1954–2011), US-amerikanischer Skispringer
- McNeill, Dan K. (* 1946), US-amerikanischer General
- McNeill, David (* 1986), australischer Leichtathlet
- McNeill, Don (1918–1996), US-amerikanischer Tennisspieler
- McNeill, F. Marian (1885–1973), schottisch-britische Autorin, Herausgeberin, Suffragette und politische Aktivistin
- McNeill, James (1869–1938), irischer Politiker und Diplomat
- McNeill, Jane (* 1966), US-amerikanische Schauspielerin
- McNeill, John (1795–1883), britischer Botschafter
- McNeill, John (1925–2015), US-amerikanischer katholischer Theologe, Psychotherapeut und Autor
- McNeill, John Robert (* 1954), US-amerikanischer Historiker mit Forschungsschwerpunkt Umweltgeschichte
- McNeill, Kenneth (1918–2001), jamaikanischer Mediziner und Politiker (PNP)
- McNeill, Kia (* 1986), US-amerikanische Fußballspielerin
- McNeill, Kristopher (* 1970), US-amerikanischer Umweltchemiker
- McNeill, Lee (1964–2021), US-amerikanischer Leichtathlet
- McNeill, Liam (* 1984), US-amerikanischer Schauspieler
- McNeill, Lloyd (1935–2021), amerikanischer Jazzmusiker und bildender Künstler
- McNeill, Mark (* 1993), kanadischer Eishockeyspieler
- McNeill, Mary (1874–1928), schottisch-britische Ärztin und Suffragette
- McNeill, Patrick (* 1987), kanadischer Eishockeyspieler
- McNeill, Pauline (* 1962), schottische Politikerin
- McNeill, Reid (* 1992), kanadischer Eishockeyspieler
- McNeill, Robert Duncan (* 1964), US-amerikanischer Schauspieler, Produzent und FernsehregisseurRobert Duncan McNeill (* 1964)

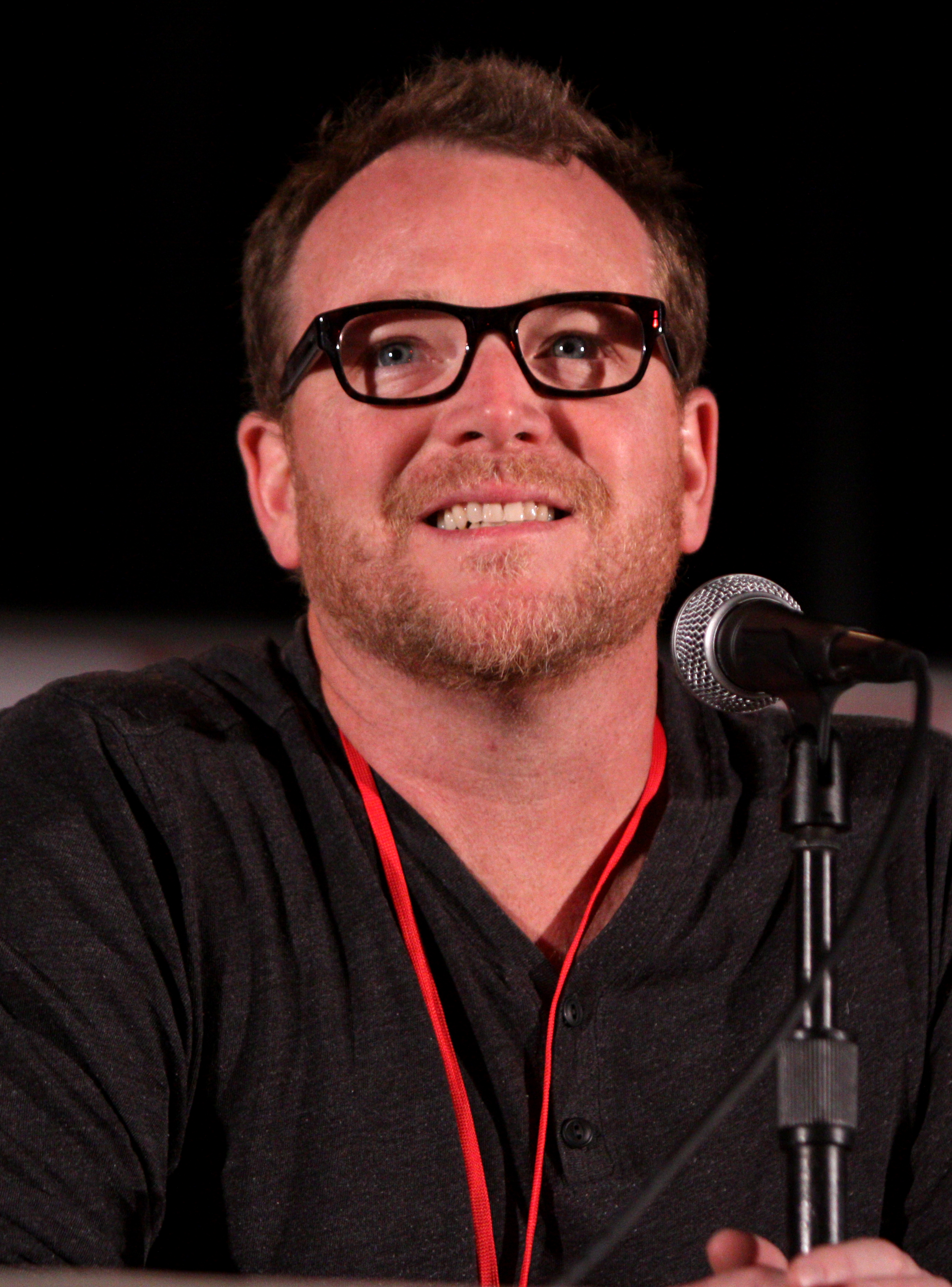
Robert Duncan McNeill (* 1964)

- McNeill, Ronald, 1. Baron Cushendun (1861–1934), britischer Politiker, Abgeordneter des House of Commons, Peer, Minister
- McNeill, Tara, irische Sängerin
- McNeill, William Hardy (1917–2016), US-amerikanischer Historiker kanadischer Abstammung
- McNeill, Wykeham (* 1957), jamaikanischer Politiker (PNP)
- McNeillage, Jim, schottischer Badmintonspieler
- McNeir, Forest (1875–1957), US-amerikanischer Sportschütze
- McNeirny, Francis (1828–1894), US-amerikanischer Geistlicher, Bischof von Albany
- McNelly, Leander Harvey (1844–1877), amerikanischer Polizist
- McNerney, James (* 1949), US-amerikanischer Manager
- McNerney, Jerry (* 1951), US-amerikanischer Politiker der Demokratischen Partei
- McNevan, Trevor (* 1978), kanadischer Musiker

### Mcni
- McNichol, Johnny (1925–2007), schottischer Fußballspieler
- McNichol, Kristy (* 1962), US-amerikanische FilmschauspielerinKristy McNichol (* 1962)

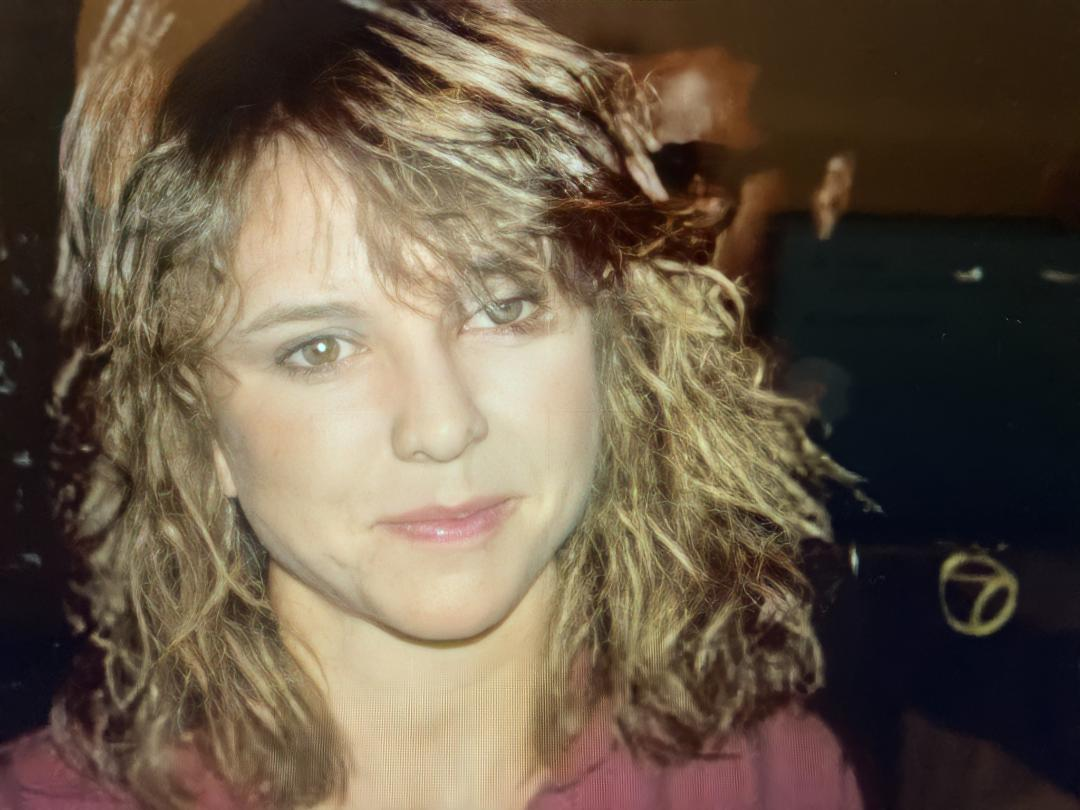
Kristy McNichol (* 1962)

- McNicholas, John Timothy (1877–1950), irischer Ordensgeistlicher, römisch-katholischer Erzbischof von Cincinnati
- McNicholas, Joseph Alphonse (1923–1983), US-amerikanischer Geistlicher und römisch-katholischer Bischof von Springfield in Illinois
- McNicholas, Steve (* 1955), britischer Musiker, Gründer der Band Stomp
- McNichols, Stephen (1914–1997), US-amerikanischer Politiker
- McNickle, Marvin L. (1914–2007), US-amerikanischer Offizier, Generalleutnant der US Air Force
- McNicol, Evelyn (1926–2021), schottische Bergsteigerin, Geburtshelferin
- McNicoll, Craig (* 1971), britischer Eisschnellläufer
- McNicoll, Helen (1879–1915), kanadische Malerin des Impressionismus
- McNish, Allan (* 1969), britischer Formel-1-Rennfahrer
- McNish, Harry (1874–1930), britischer Zimmermann auf der Expedition Endurance
- McNiven, Julie (* 1980), US-amerikanische SchauspielerinJulie McNiven (* 1980)

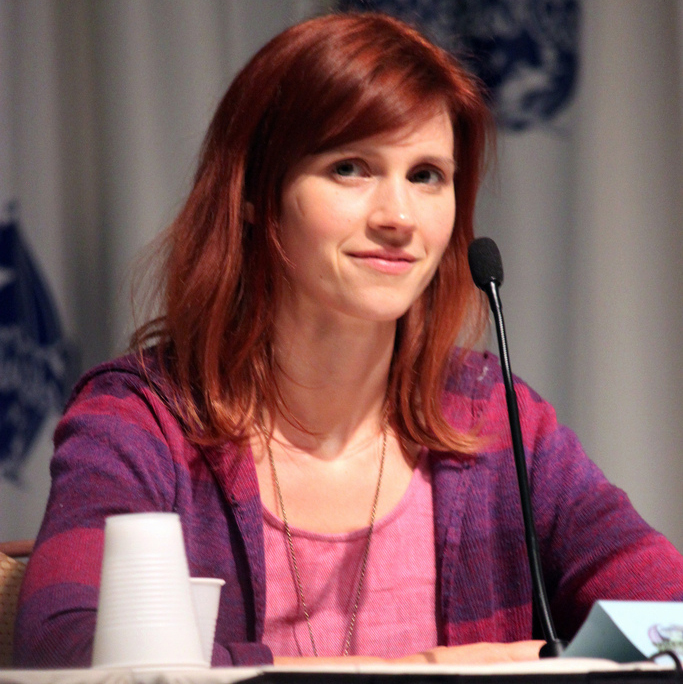
Julie McNiven (* 1980)

### Mcno
- McNown, Cade (* 1977), US-amerikanischer American-Football-Spieler

### Mcnu
- McNuff, Ian (* 1957), britischer Ruderer
- McNuff, Susan (* 1956), britische Ruderin
- McNulta, John (1837–1900), US-amerikanischer Politiker
- McNulty, Amybeth (* 2001), irisch-kanadische Schauspielerin
- McNulty, Brandon (* 1998), US-amerikanischer Radrennfahrer
- McNulty, Deborah (1955–2011), US-amerikanische Maskenbildnerin und Emmy-Preisträgerin
- McNulty, Des (* 1952), schottischer Politiker
- McNulty, Frank (* 1923), US-amerikanischer Musiker, Produzent und Songwriter
- McNulty, Frank Joseph (1872–1926), US-amerikanischer Politiker
- McNulty, James Aloysius (1900–1972), US-amerikanischer römisch-katholischer Geistlicher und Bischof von Buffalo
- McNulty, James F. (1925–2009), US-amerikanischer Politiker
- McNulty, Joe (* 1949), US-amerikanischer Skilangläufer
- McNulty, John K. (1934–2020), US-amerikanischer Rechtswissenschaftler
- McNulty, Kevin (* 1955), kanadischer Schauspieler
- McNulty, Marc (* 1992), schottischer Fußballspieler
- McNulty, Mark (* 1953), irischer Golfer
- McNulty, Matthew (* 1982), englischer Schauspieler
- McNulty, Michael R. (* 1947), US-amerikanischer Politiker
- McNulty, Patricia (1942–2023), US-amerikanische Schauspielerin
- McNulty, Paul (* 1953), US-amerikanischer Klavierbauer
- McNulty, Paul (* 1958), US-amerikanischer Jurist
- McNulty, Tom (1929–1979), englischer Fußballspieler
- McNulty, Tony (* 1958), britischer Politiker (Labour Party), Mitglied des House of Commons
- McNulty, William Charles (1884–1963), US-amerikanischer Maler, Grafiker, Illustrator und Kunstpädagoge
- McNutt, Alexander (1802–1848), US-amerikanischer Politiker
- McNutt, Marcia (* 1952), US-amerikanische Geophysikerin
- McNutt, Paul V. (1891–1955), US-amerikanischer Politiker
- McNutt, William Slavens (1885–1938), US-amerikanischer Drehbuchautor, Schriftsteller und Journalist